# Cervezas Alcázar de Jaén
Cervezas Alcázar de Jaén, más conocida como Alcázar, es una emblemática marca de cervezas de Jaén, España.

## Historia

### Cerveza El Lagarto (antecesora)
A finales del siglo XIX, una familia gallega, natural de Lugo, se desplaza a Jaén capitaneada por Tomás Cobos Barona, su hijo político José Puga y los hijos de éste Manuel y Domingo Puga Cobos, los cuales proyectan la creación de una fábrica de cerveza.
Dicha fábrica fue autorizada el 25 de agosto de 1921, y su marca con el nombre de El Lagarto, registrada el 3 de enero de 1922, si bien ya funcionaba y se comercializaba desde el 26 de abril de 1921.
Posiblemente dificultades de financiación motivaron que el 28 de febrero de 1928 se constituyera la sociedad anónima El Alcázar.

### S.A. El Alcázar
Cervezas Alcázar de Jaén nació el 28 de febrero de 1928 en la ciudad de Jaén como S.A. El Alcázar. El nombre alude al castillo de Santa Catalina, también conocido como el alcázar nuevo, un símbolo identitario jiennense, adoptándose su silueta como logotipo. En 1949 se construye la maltería. 
En 1961 se inaugura la actual factoría de La Imora, situada sobre un manantial de aguas de «excelente calidad», sobre el acuífero Castillo-La Imora.
Ese mismo año de 1961 la sociedad se expande y adquiere otras marcas de cerveza españolas, como la manchega Cervezas Calatrava.
De las 29 empresas cerveceras españolas existentes en 1973, la sociedad El Alcázar se posicionaba en el número 10 por volumen de ventas del total.

### Cruzcampo
En 1985 fue absorbida por el grupo cervecero sevillano La Cruz del Campo S.A. (Cruzcampo). Tras la entrada de Cruzcampo, se amplía la factoría en aras de aumentar la producción.

### Guinness
En 1991, el grupo Cruzcampo, propietario de la marca El Alcázar, es adquirido por la cervecera Guinness por un importe de 98.000 millones de pesetas.

### Heineken
En 2001 Guinness decide vender el grupo sevillano a Heineken por 138.000 millones de pesetas.
Tras la adquisición de Cruzcampo por parte de Heineken, se producía en la fábrica de La Imora una media de 12.000 hectolitros de Cerveza Alcázar al año (datos de 2007) en latas de 33 cl. y botellas de 1 litro. Se encontraba a la venta en tiendas de barrio y supermercados de Jaén y provincia y localidades aledañas.

### Ibersuizas
En 2007 Heineken se ve obligada a vender la marca El Alcázar por orden del Tribunal de Defensa de la Competencia de España (TDC). El nuevo dueño de la marca (que no de la fábrica) sería la sociedad de inversión Ibersuizas a través de su filial Barlett Capital, tras comprarla por 10 millones de euros. A pesar de la venta, la producción de esta cerveza se seguiría llevando a cabo en la misma fábrica jiennense. Heineken sacaría al mercado la Cruzcampo Especial, producida en Jaén para toda España, para rellenar el hueco dejado por la marca Alcázar.

### Finalización del contrato
El 23 de octubre de 2015 Heineken anunciaba el cese de la producción de esta marca, tras expirar el contrato de comercialización con el dueño de la marca, Sistemas Integrados Sercoll, y no llegar a un acuerdo de renovación de contrato.
De esta manera, durante los años 2016, 2017 y 2018 la cerveza El Alcázar dejaba de estar presente en el mercado, tras casi un siglo de existencia ininterrumpida en los hogares jiennenses. 

### Regreso de la mano de Heineken
En febrero de 2019 se anuncia oficialmente por parte de Heineken el regreso de la marca a Jaén, volviendo a fabricarse en la planta de Heineken de La Imora. Al haber transcurrido más de diez años de la venta de la marca de Heineken a Ibersuizas, el Tribunal de Defensa de la Competencia de España dio el beneplácito a Heineken para recuperar la marca.
Heineken anunciaba una vuelta de la cerveza El Alcázar inspirada en la receta original, con cuerpo, sabor intenso y fuertes notas aromáticas, con 6 grados de graduación alcohólica, y presentada en botella de tercio de litro del color verde original de 1928 (año de su fundación) y el emblema de la marca desde sus inicios, el Castillo de Santa Catalina.
En su regreso gozó de gran aceptación, alcanzando su distribución la provincia de Jaén, la de Granada, y distintos puntos de la Costa del Sol y de la península en general. En septiembre de 2019 se anunciaba su comercialización en supermercados e hipermercados en formato lata de 33 cl, con la misma receta que la botella de tercio, exclusiva para la hostelería.
En los Premios Superior Taste Award de 2020, organizados en Bruselas por el International Taste Institute, la cerveza El Alcázar recibía el reconocimiento de dos estrellas en la categoría de cervezas.

## Logotipo
El logotipo representa el Castillo de Santa Catalina, más conocido como Castillo de Jaén, sobre la palabra Alcázar en letras grandes, y bajo dicha palabra el lema "Jaén 1928". Poco ha variado este logotipo desde la creación de la marca.

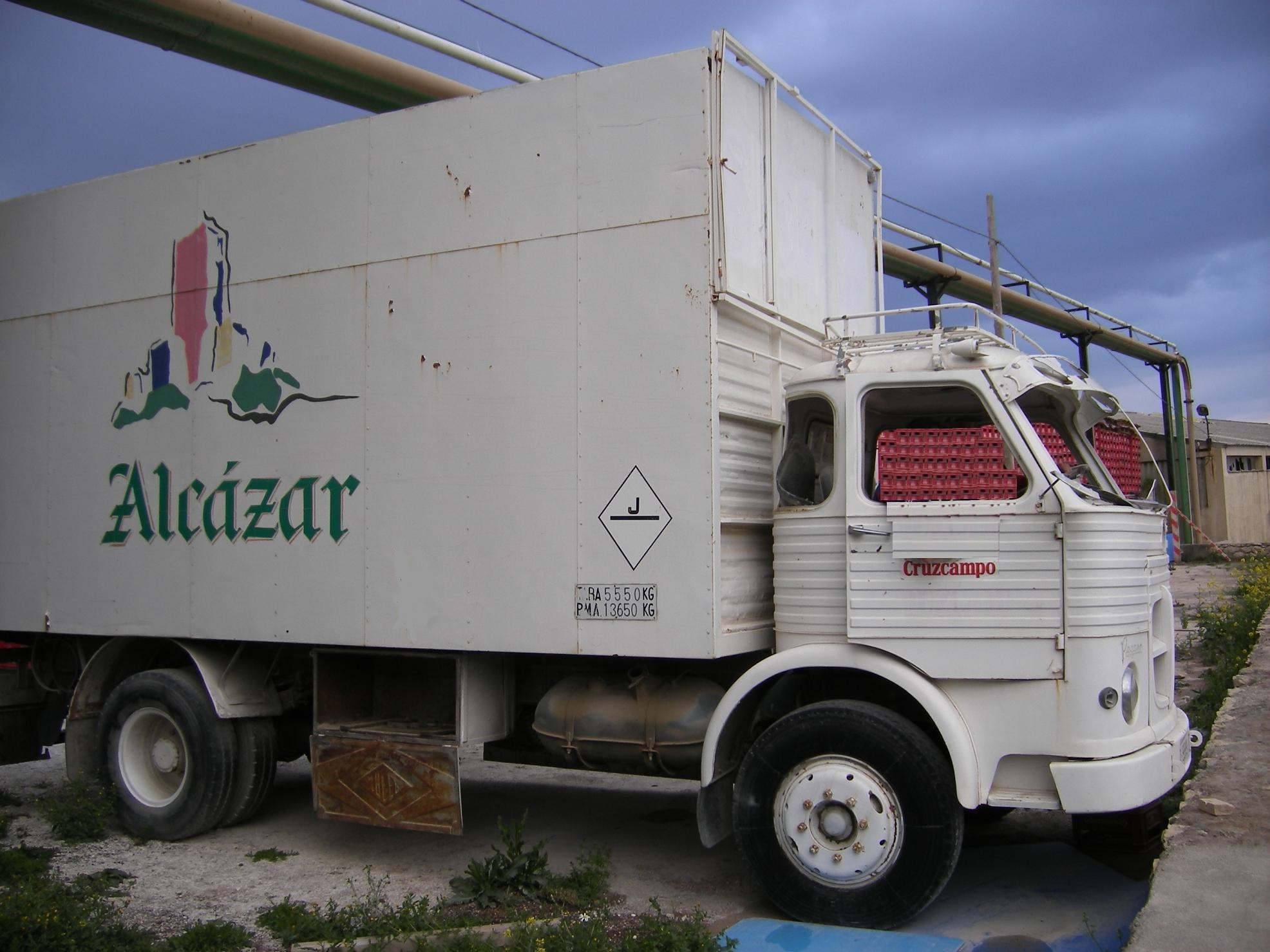
Antiguo camión Pegaso Comet de repartición de cerveza Alcázar.

## Emblema jiennense
Tal implantación mantiene esta marca cervecera con la provincia de Jaén, que aún se pueden ver mesas, rótulos de bares y grifos de cerveza con el logotipo de Cervezas Alcázar, correspondiente a su época de mayor esplendor. También es frecuente encontrar colectivos y seguidores de esta marca en Redes sociales como Tuenti o Facebook, y numerosos coleccionistas que aún poseen copas y botellines intactos y que buscan más productos antiguos de la marca por Internet. 

### Movimiento Artcázar
Fruto del arraigo de la cerveza en la ciudad de Jaén y su provincia nació en 2016 el Movimiento Artcázar, por el cual un grupo de artistas, pintores y colaboradores giennenses incorporan en sus obras la simbología de Alcázar instalada en el imaginario jaenero: botellines (biscúter), litronas, sombrillas de playa, camisetas, rótulos de bares, vallas publicitarias, etcétera.
Con ello se pretendía reivindicar la cerveza Alcázar y su función, forma y significado en la sociedad jiennense, en una conjunción de cerveza con arte, cultura, costumbre e historia, así como mantener viva la esperanza de una vuelta a su producción.
Desde el mes marzo de 2018 hasta el 15 de abril de 2018, gracias a la iniciativa del Movimiento Artcázar, tuvo lugar en el Museo Provincial de Jaén una exposición de todo tipo de artículos de la marca cervecera aportados por particulares, junto con las obras de los pintores, dibujantes y artistas asociados a dicho movimiento, en las que incorporan la simbología de la cerveza Alcázar.